# ديفيد إم. سميث
ديفيد إم. سميث (بالإنجليزية: David M. Smith)‏ هو عسكري أمريكي، ولد في 10 نوفمبر 1926 في ليفينغستون في الولايات المتحدة، وتوفي في 1 سبتمبر 1950 في منطقة يونجسان ‏ في كوريا الجنوبية.